# 할리마 아덴
할리마 아덴(Halima Aden, 1997년 9월 19일 ~ )은 미국, 소말리아의 모델이다. 미스 미네소타 USA에 참가한 최초의 히잡, 부르키니 착용 여성으로 화제가 되었고 이후 준결승까지 올랐다. 미인대회를 통해 전국적으로 알려진 인지도를 발판으로 IMG 모델스와 계약을 맺었고, 2017년 2월 뉴욕 패션 위크에서 런웨이 데뷔를 했다. 이로써 아델은 주요 모델 에이전시와 계약하고 주요 국제 런웨이 무대에도 서게 된 최초의 히잡 착용 여성이 되었다.
2019년 4월, 스포츠 일러스트레이티드 수영복 특집에 등장한 최초의 히잡, 부르키니 착용 여성 모델이 되었다.

## 어린 시절
1997년 9월 19일 케냐 투르카나 현 카쿠마 난민 캠프에서 태어났다. 6살 때 미국으로 건너와 미네소타주 세인트클라우드에 정착했다. 아델은 소말리아, 미국 이중 국적자이다. 이후 미네소타주 소재 아폴로 고등학교와 세인트 클라우드 주립 대학교에 진학했다.